# Meksyk (miasto)
Meksyk (hiszp. Ciudad de México, wym. [sjuˈða(ð) ðe ˈmexiko] ( odsłuchaj)) – stolica i dystrykt federalny Meksyku, położona na wyżynie leżącej w środkowej części kraju. Zajmuje powierzchnię 1479 km². Populacja miasta wynosi 9 209 944 mieszkańców, natomiast obszar metropolitalny zamieszkuje 19 231 829 osób (2005 r.). Szacuje się, że całe megalopolis liczy ok. 22–25 mln mieszkańców i jest uznawane za czwartą pod tym względem po Tokio, Seulu i Dżakarcie aglomerację miejską świata. Region miasta odznacza się także jednym z największych i najszybszych przyrostów liczby ludności.
W 1970 miasto stało się jednostką administracyjną o nazwie Dystrykt Federalny (Distrito Federal, jest to teren wydzielony ze stanu Meksyk), jednakże w dalszym ciągu nazwa Meksyk była używana do oznaczenia całego obszaru metropolitalnego, który rozciągał się poza granice samego Dystryktu Federalnego na północy i południu. 30 stycznia 2016 roku weszła w życie zmiana w podziale administracyjnym państwa. Dystrykt Federalny został przekształcony w podmiot federacji meksykańskiej (jednak nie na prawach stanu) o nazwie Miasto Meksyk (Ciudad de Mexico).
Meksyk został założony w 1521 roku przez Hiszpanów z ruin stolicy Azteków miasta (Tenochtitlán).W krótkim okresie stał się ośrodkiem Nowej Hiszpanii. Współczesny Meksyk jest centrum politycznym, kulturalnym i gospodarczym Federacji Meksykańskiej. Mimo że kiedyś był znany jako „Miasto pałaców” i miejsce z najbardziej „przejrzystym powietrzem”, gwałtowna urbanizacja i rozwój przemysłowy doprowadziły do przeludnienia i zanieczyszczenia środowiska. Znajdują się tu liczne przykłady współczesnej i kolonialnej architektury oraz parki i muzea. Historyczne centrum miasta i leżące w jego pobliżu pływające ogrody Xochimilco zostały wpisane na listę Światowego Dziedzictwa Kultury UNESCO w 1987. Do tej listy w 2004 roku dodano dom i pracownię architekta Luisa Barragána, a w 2007 roku również kampus uniwersytecki przy Universidad Nacional Autónoma de México („Narodowym Autonomicznym Uniwersytecie Meksyku”).

## Nazwa
Swoją stolicę Meksykanie najczęściej nazywają México lub El D.F. („El De Efe”). Stosuje się też skróty: „México D.F.” Distrito Federal oraz CDMX. Znacznie rzadziej, przeważnie tylko w oficjalnych tekstach stosuje się nazwę La Ciudad de México die Rede. Dla odróżnienia, państwo Meksyk jest nazywane przez swoich mieszkańców La República oraz La Patria.

## Historia

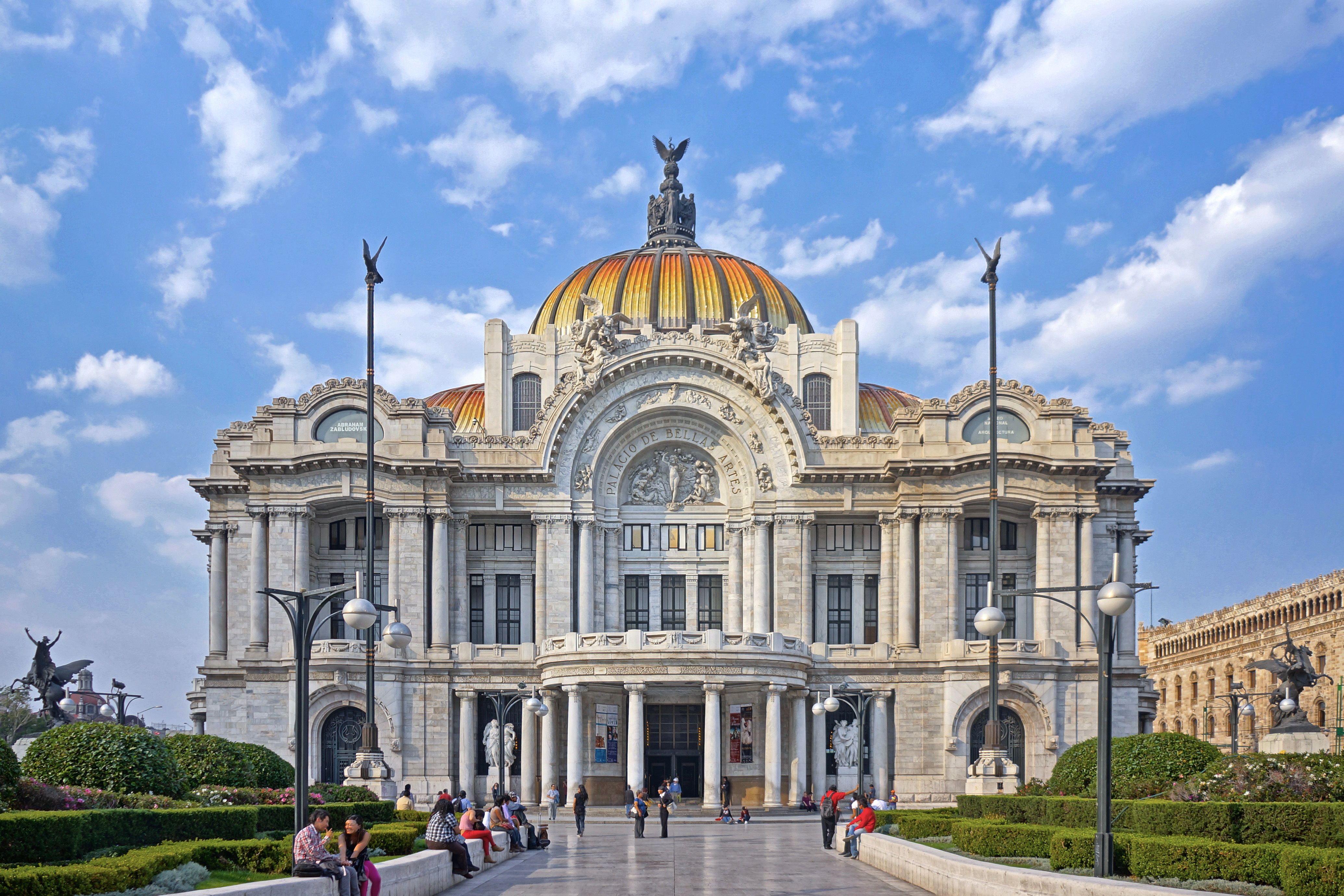
Palacio de Bellas Artes (1934)

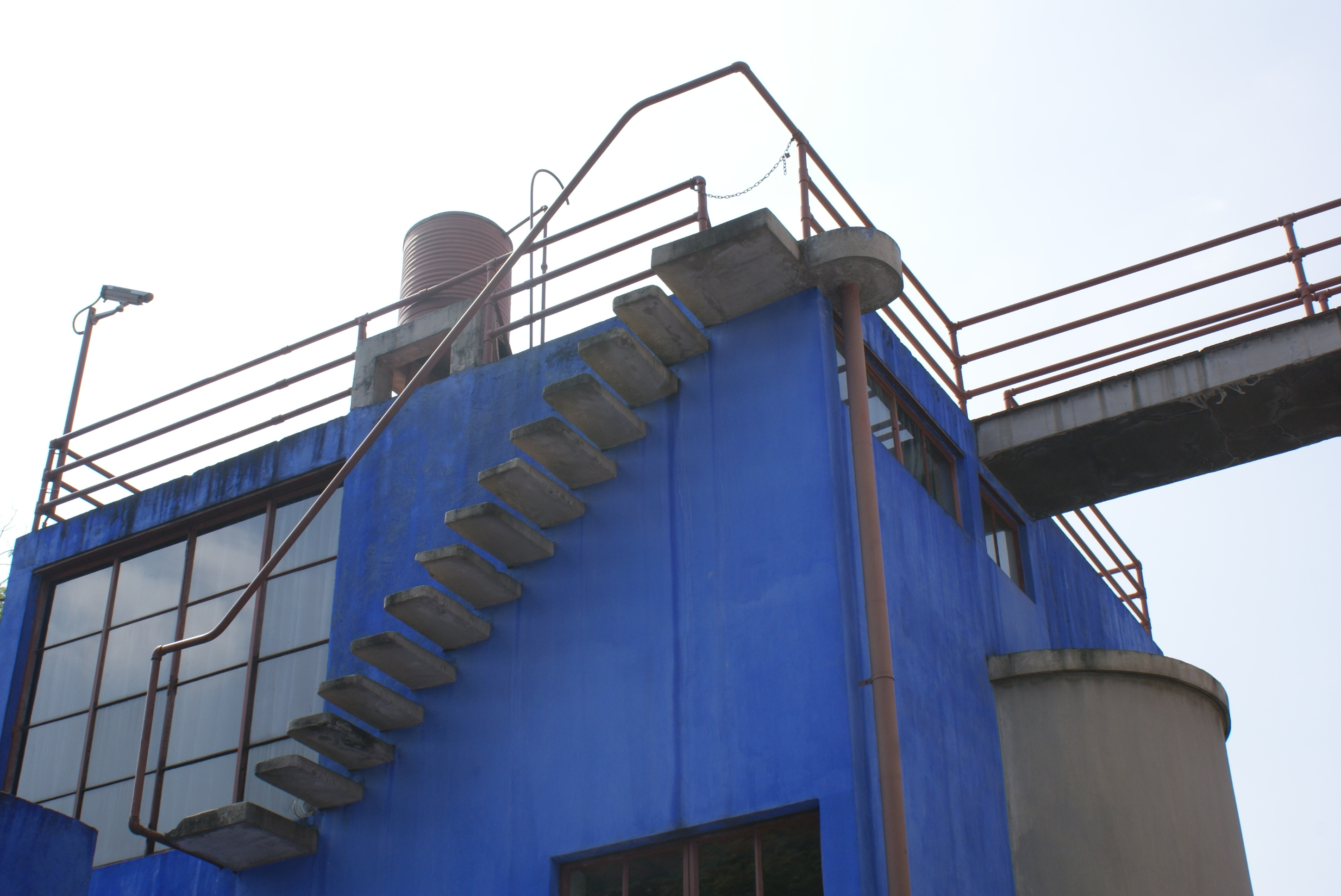
Konstruktywizm: Dom Diego Rivery i Fridy Kahlo w Meksyku, arch. Juan O’Gorman (1932). Oba budynki wyposażono w tarasy rekreacyjne na dachach płaskich połączonych podniebnym mostem.

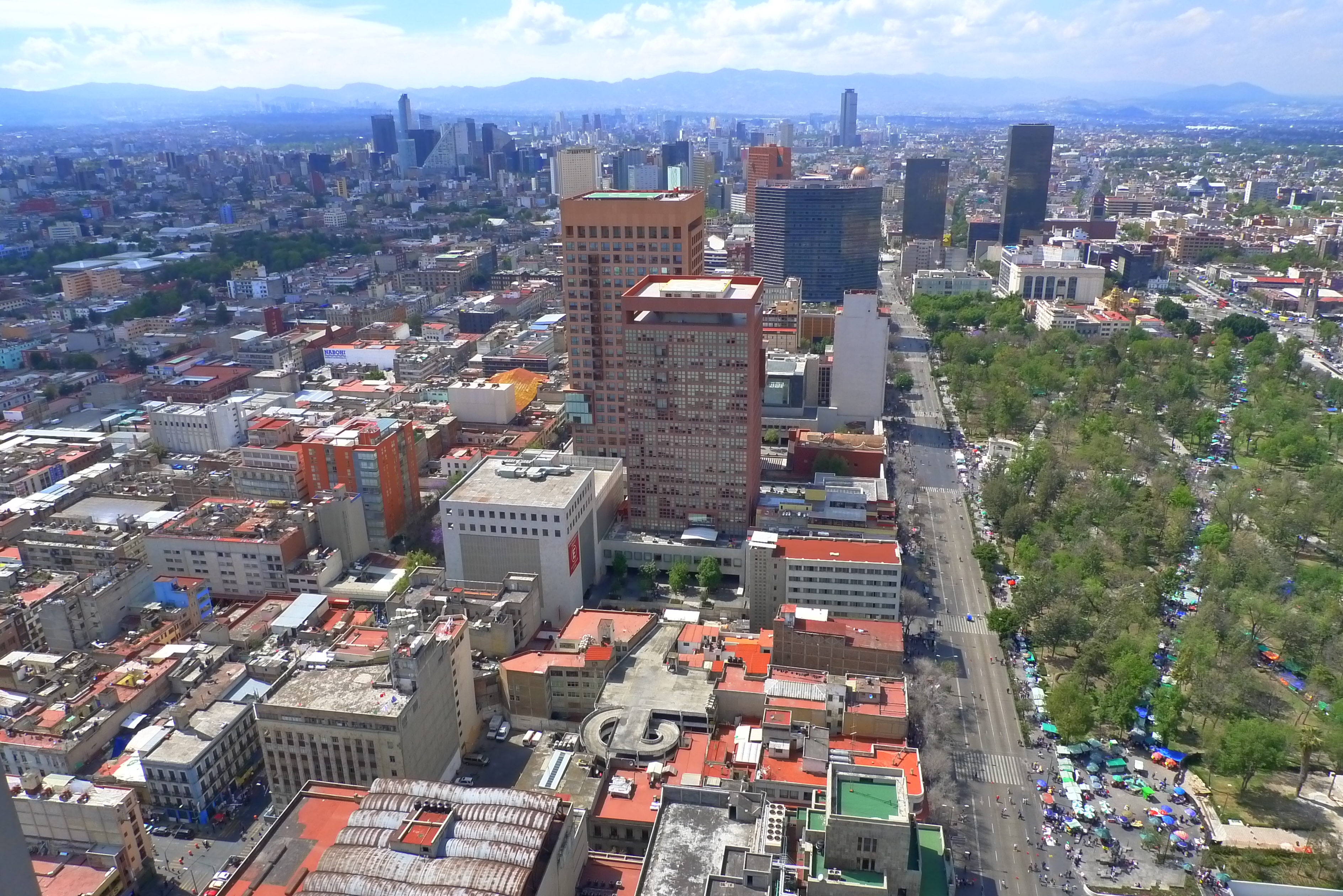
Centrum

Aztekowie przybyli do rejonu Doliny Meksykańskiej w XIII w. Według legendy założyli Tenochtitlán („Miejsce Najwyższego Kapłana Tenocha”) po długiej wędrówce, która zakończyła się dopiero po wskazaniu odpowiedniego miejsca do osiedlenia się przez boga Huitzilopochtli. Znakiem danym przez Huitzilopochtli był orzeł z wężem w szponach, który usiadł na kaktusie położonym na jednej z wysepek jeziora Texcoco. Od tego miejsca miał swój początek wziąć Tenochtitlán, który bardzo szybko się rozwijał, a jego mieszkańcy zagospodarowywali kolejne wysepki i bagna położone na rozległym jeziorze. Administrowanie miastem odbywało się poprzez lokalne gminy-wspólnoty (tzw. calpulli), które dysponowały wspólną ziemią i szkołami.
W momencie przybycia Hiszpanów z Hernánem Cortésem na czele w 1519 Tenochtitlán liczył ok. 100 tys. mieszkańców. Miasto było połączone ze stałym lądem za pomocą trzech grobli (Tepeyac – na północy, Ixtapalapa – na południu i Tacuba – na zachodzie).
Po okresie zaciętych walk z Hiszpanami i długotrwałym oblężeniu większa część mieszkańców zmarła w wyniku głodu, walk i chorób. Cortés po opanowaniu miasta w 1521 nakazał jego zrównanie z ziemią, zamiast tego w tym miejscu miał powstać nowy ośrodek miejski. Centrum nowo wybudowanego miasta zajęli znaczniejsi konkwistadorzy natomiast pokonani Indianie, pełniący służebną rolę zamieszkali na peryferiach. W 1522 Meksyk otrzymał prawa miejskie, uznana została także jego rada miejska – cabildo. Wkrótce stał się on największym miastem w Nowej Hiszpanii, z jurysdykcją administracyjną obejmującą tereny sięgające od Panamy do Kalifornii.
W początkowym okresie budynki nadal były wznoszone na podmokłych terenach, ale ciągłe powodzie wymusiły zasypanie większej części jezior. Lokalni rzemieślnicy przy wznoszeniu domów, kościołów i zakonów wzorowali się głównie na stylu barokowym, a do wykonywania bogato zdobionych fasad wykorzystywali dostępną na miejscu łatwą w obróbce skałę wulkaniczną. Styl barokowy pełnię swojego rozkwitu osiągnął w XVIII w. (okres ten jest znany jako „Złoty wiek architektury” w Nowej Hiszpanii), później został wyparty przez styl neoklasyczny (wprowadzony przez rzeźbiarza Manuela Tolsę).
W 1821 Meksyk stał się niepodległym państwem. Nowa konstytucja republikańska z 1824 powołała do życia Dystrykt Federalny. W czasie wojny ze Stanami Zjednoczonymi stolica była okupowana przez armię amerykańską. W latach 50. XIX w., podczas trwania antyklerykalnej reformy większość z miejskich zakonów została zrujnowana lub przeznaczona do innych celów. W 1865 poszerzone zostały granice miasta, co było związane z wybudowaniem traktu Paseo del Emperador, łączącego pałac cesarski z zamkiem Chapultepec (obecnie Paseo de la Reforma), na polecenie narzuconego przez Francuzów cesarza Maksymiliana I. Podczas dyktatorskich rządów Porfirio Díaza Meksyk został przebudowany na modłę ówczesnego Paryża. Typowe dla architektury tego okresu są Pałac Sztuk Pięknych i budynek Poczty. Przełom XIX i XX w. to okres budowy nowego systemu osuszania i kanalizacji. W 1907 wprowadzone zostały oświetlenie gazowe i elektryczne oraz tramwaje.
Po wybuchu rewolucji meksykańskiej Meksyk stał się areną walk o władzę pomiędzy poszczególnymi stronnictwami rewolucyjnymi (1910–1917). Niepokoje na prowincji spowodowały exodus ludności wiejskiej i jej osiedlanie się w stolicy. W 1924 wznowione zostały prace nad infrastrukturą miejską, wybudowana została m.in. Aleja Powstańców (Avenida Insurgentes). Pałace wybudowane w stylu francuskim zostały zastąpione przez nowocześniejsze budynki. W latach 30. powstały pierwsze drapacze chmur. Nie osiągnęły one jednak nigdy tak dużych rozmiarów jak amerykańskie pierwowzory ze względu na wzmożoną aktywność sejsmiczną.
Lata 50. i 60. XX w. to okres gospodarczej pomyślności, która została dodatkowo wzmożona po odkryciu nowych złóż ropy w Zatoce Meksykańskiej co wiązało się z dodatkowymi środkami na inwestycje. W latach 80. spadły ceny ropy, co spowodowało spowolnienie rozwoju i obniżenie jakości usług publicznych. 19 września 1985 miało miejsce trzęsienie ziemi, które doprowadziło do śmierci 7 tys. ludzi i zniszczenia wielu budynków. To wydarzenie było przyczyną wydania nowych przepisów budowlanych, nakazujących uwzględnianie struktury geologicznej przy nowych inwestycjach. Oprócz tego podejmowano próby decentralizacji administracji federalnej, jednak bez większych widocznych rezultatów.

## Administracja

Obszar metropolitalny miasta Meksyk

Prezydent Meksyku mianuje burmistrza (zarządcę) Miasta Meksyk. Burmistrz z kolei powołuje swoich zastępców (delegatów), którzy zarządzają 16 dzielnicami (tzw. delegaciones). Posiadają oni znaczny zakres swobody przy wykonywaniu swoich funkcji, a znajdujące się pod ich nadzorem dzielnice są niejednokrotnie bardziej ludne niż pozostałe stany Federacji. Mieszkańcy obszarów znajdujących się poza Miastem Meksyk wybierają swoich burmistrzów, a także gubernatora stanu Meksyk. Mieszkańcy miasta uczestniczą jedynie w elekcji prezydenta kraju oraz członków Kongresu. Meksyk jest głównym ośrodkiem władzy wykonawczej, ustawodawczej i sądowniczej państwa.
Obecnie obszar metropolitalny miasta Meksyk funkcjonuje w trzech różnorakich znaczeniach:
- „Zona Metropolitana de la Ciudad de Mexico” (ZMCM): 16 dzielnic (Delegaciones) samego miasta, 40 gmin (Municipios) w stanie Meksyk oraz gmina stanu Hidalgo. Powierzchnia tego obszaru wynosi 4986 km².
- „Zona Metropolitana del Valle de México” (ZMVM): region w skład którego oprócz Miasta Meksyk wchodzą także: 58 gmin stanu Meksyk oraz jedna gmina stanu Hidalgo. Powierzchnia strefy wynosi 7815 km².
- „Megalópolis del Centro de México” (MCM): rejon miasta wraz z 249 gminami w otoczeniu stolicy. W skład megalopolis wchodzą gminy ze stanów: Meksyk (99), Tlaxcala (52), Puebla (36), Hidalgo (31) oraz Morelos (31). Powierzchnia megalopolis sięga 9763 km².

| Dzielnice Miasta Meksyk | Dzielnice Miasta Meksyk | Dzielnice Miasta Meksyk | Dzielnice Miasta Meksyk |
| ----------------------- | ----------------------- | ----------------------- | ----------------------- |
|                         |                         |                         |                         |
| Dzielnica (Delegación)  | Ludność (2005)          | Powierzchnia [km²]      |                         |
| Miasto Meksyk           |                         | 1 479                   |                         |
| A. Obregón              | 706 567                 | 96,17                   |                         |
| Azcapotzalco            | 425 298                 | 33,66                   |                         |
| B. Juárez               | 355 017                 | 26,63                   |                         |
| Coyoacán                | 628 063                 | 54,4                    |                         |
| Cuajimalpa              | 173 625                 | 74,58                   |                         |
| Cuauhtémoc              | 521 348                 | 32,4                    |                         |
| Gustavo A. Madero       | 1 193 161               | 94,07                   |                         |
| Iztacalco               | 395 025                 | 23,3                    |                         |
| Iztapalapa              | 1 820 888               | 117                     |                         |
| La Magdalena Contreras  | 228 927                 | 74,58                   |                         |
| M. Hidalgo              | 353 534                 | 46,99                   |                         |
| Milpa Alta              | 115 895                 | 228,41                  |                         |
| Tláhuac                 | 344 106                 | 85,34                   |                         |
| Tlalpan                 | 607 545                 |                         |                         |
| V. Carranza             | 447 459                 | 33,4                    |                         |
| Xochimilco              | 404 458                 | 118                     |                         |

## Warunki geograficzne i klimatyczne

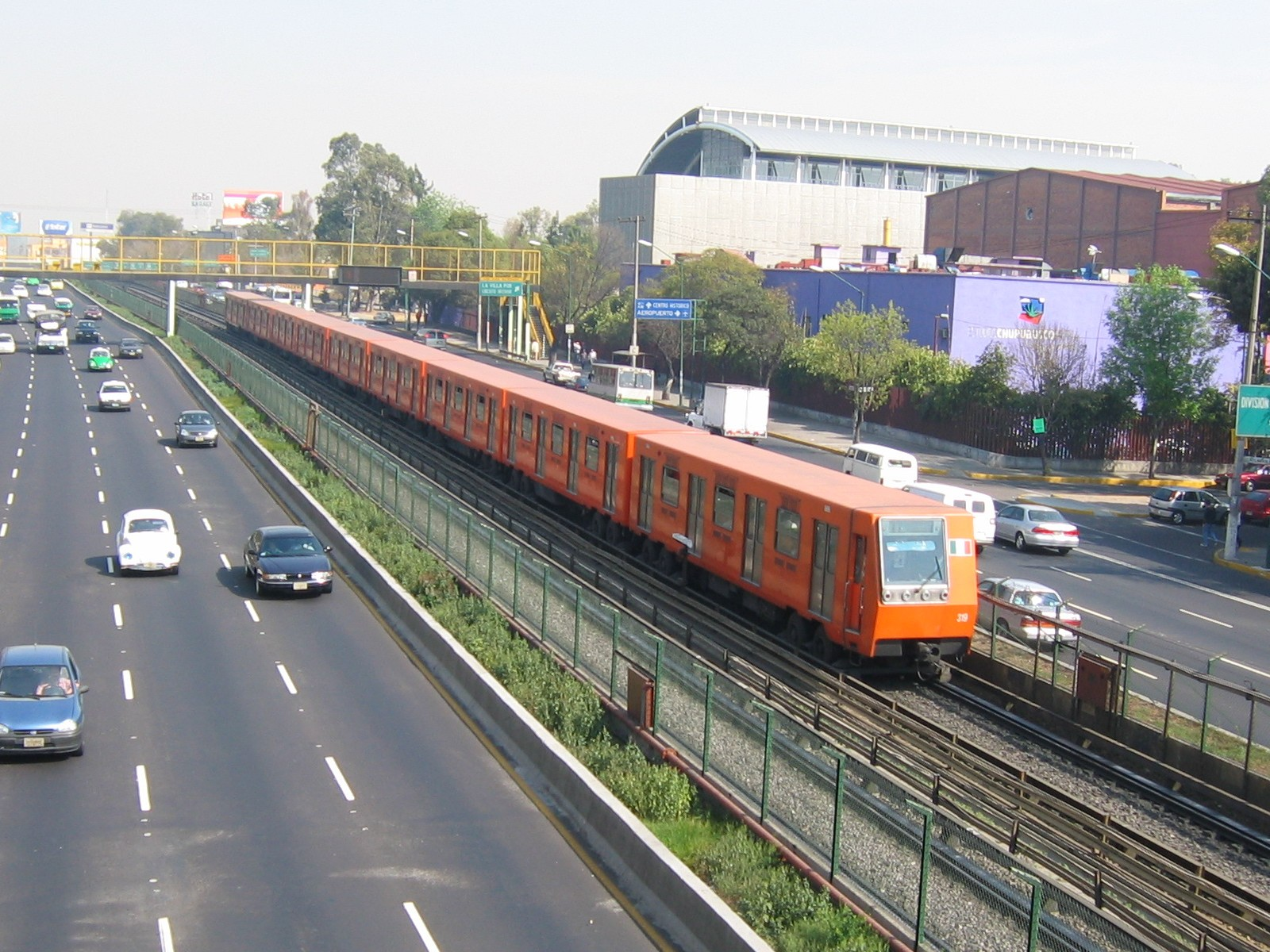
Pociąg metra w okolicy stacji General Anaya

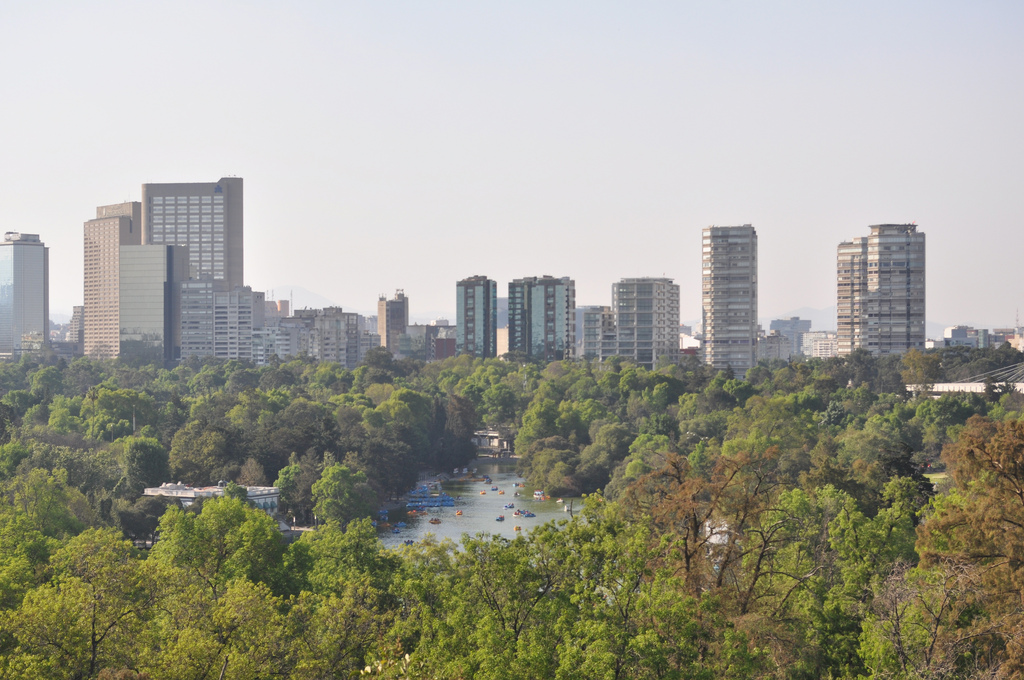
Jezioro Chapultepec

Meksyk położony jest na wysokości 2240 m n.p.m. Otaczają go liczne pasma górskie (sierry). Od południowego zachodu jest to Sierra de las Cruces, od południa Ajusco i Chichinautzin, od wschodu Nevada (ze swoimi wulkanami: Iztaccíhuatl i Popocatépetl), a od północy Sierra de Sierra de Guadalupe.
Wyspa, na której pierwotnie znajdował się Tenochtitlán scaliła się ostatecznie z otaczającymi ją brzegami jeziora, które zostało praktycznie w całości osuszone. Powstała po melioracji gleba jest obecnie bardzo niebezpieczna podczas trzęsień ziemi, a oprócz tego powoduje stopniowe osiadanie najstarszych części miasta. Krajobraz Meksyku jest z reguły równinny, jedynie ku zachodowi i południowemu zachodowi teren wznosi się łagodnie.
Duża wysokość nad poziomem morza sprawia, że klimat jest względnie chłodny, mimo że Meksyk leży w strefie klimatu równikowego. Średnia roczna temperatur wynosi 18 °C, jej wahania w ciągu roku nie są znaczące. Nocne przymrozki występują w grudniu i w styczniu (są to najchłodniejsze miesiące). Najcieplejszymi miesiącami są: maj i kwiecień. Pora deszczowa trwa zazwyczaj od maja do września, wraz z nią temperatury są bardziej umiarkowane, a powietrze staje się mniej suche.
Duże zanieczyszczenie powietrza (wywołane głównie przez dwutlenek węgla i siarki oraz pyły) blokuje dostęp promieniom słonecznym. Słaba cyrkulacja powietrza (ze względu na otaczające miasto góry) nasila to niekorzystne zjawisko. Wiatry wieją głównie z północnego wschodu i często wzniecają tumany kurzu, aby temu zapobiegać, władze miejskie zdecydowały się na częściową rekultywację jeziora Texcoco. Dodatkowo jeszcze często występujące tu zjawisko inwersji temperatur sprawia, że smog staje się bardziej dokuczliwy.
Klimat miasta nie jest jednorodny. Np. wyższe i bardziej lesiste części miasta na zachodzie i południowym zachodzie są chłodniejsze i bardziej wilgotne. Natomiast pozbawione roślinności północne i północno-wschodnie obszary są gorące i suche.

## Układ miasta i jego architektura

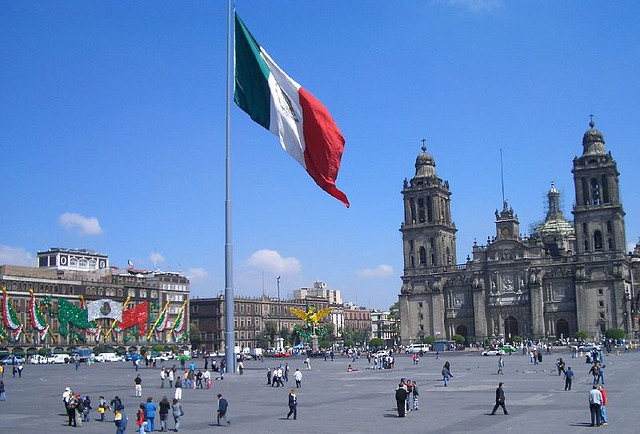
Zócalo

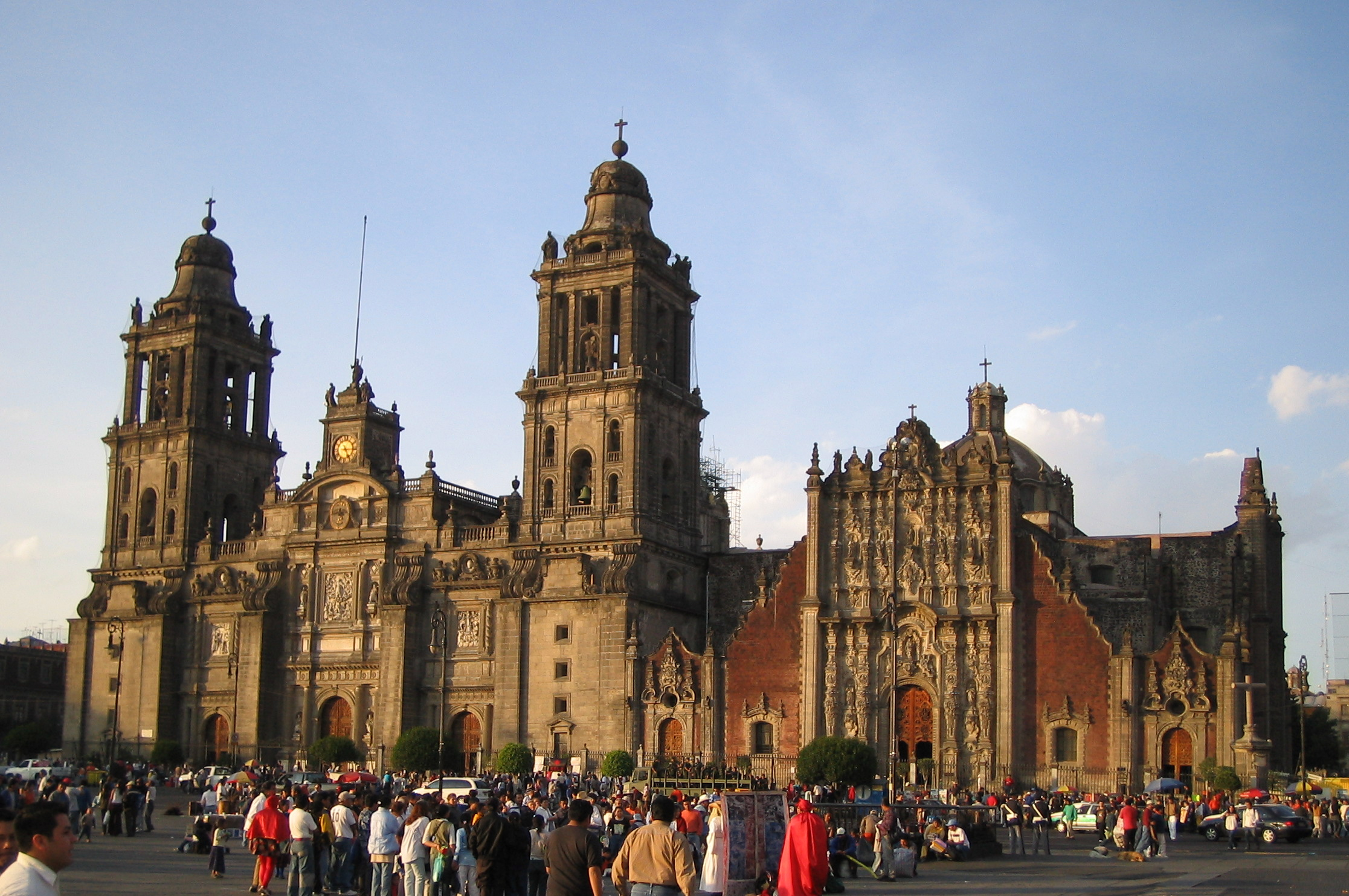
Katedra

Wyspa, na której Aztekowie wznieśli swoją stolicę stała się centrum współczesnego Meksyku. Rejon ten nosi nazwę Zócalo (wcześniej znany jako Plaza Mayor, teraz jest to Plaza de la Constitución). W północnej części Zócalo znajduje się barokowo-klasycystyczna Katedra Miejska. Jest to ogromna, 5-nawowa budowla z wyposażeniem wnętrz w stylu churrigueryzmu (m.in. ołtarz Altar de los Reyes). Na ruinach pałacu królewskiego Azteków położony jest Pałac Narodowy (Palacio Nacional). Pałac ten będący dawniej siedzibą wicekróla Nowej Hiszpanii, obecnie jest ośrodkiem władzy wykonawczej, a został wzniesiony w XVII w. Kolonialna część stolicy rozciąga się na przestrzeni paru ulic poza Zócalo.
Meksyk to miasto licznych budowli sakralnych. Większość z nich pochodzi z XVII i XVIII w., są to m.in.: La Merced, S. Agustin (teraz jest to siedziba biblioteki narodowej), S. Veracruz, S. Hipólito, S. Ines, La Profesa, S. Domingo. Warto wymienić też kolegia zakonne z XVIII w.: S. Ignacio (Las Viscainas) i S. Ildefonso. Przetrwały tu też domy mieszkalne i pałace z XVIII w., m.in.: Casa de los Azulejos, San Mateo Valparaiso czy Conde de Herras y Soto, budowle użyteczności publicznej z XVIII w.: gmach szkoły medycznej i szkoła górnicza (La Minerija).
Alameda Central (centralny pasaż) wyznacza zachodni kraniec barokowej i klasycystycznej zabudowy. W jej pobliżu znajduje się Paseo de la Reforma, szeroki bulwar, który rozciąga się w kierunku południowo-zachodnim do Chapultepec. To zalesione wzgórze ze swoim XVIII-wiecznym zamkiem zostało przekształcone w otwarty park, a zamek stał się muzeum dostępnym dla turystów. Od Chapultepc Reforma skręca na zachód w stronę najbogatszych dzielnic – Polanco i Lomas de Chapultepec.
Avenida Insurgentes jest główną osią przecinającą miasto z południa na północ. Zona Rosa („Różowa Strefa”) jest dzielnicą turystyczną i rozrywkową. Im bardziej na południe tym więcej jest zabudowy mieszkaniowej, w której mieszka klasa średnia. Jednakże Avenida Insurgentes zachowuje swój handlowy i biznesowy charakter. Małe miasta na południu (Tacubaya, Mixcoac, San Ángel i Coyoacán) zostały włączone do Meksyku. Avenida Insurgentes przecina również miasteczko uniwersyteckie, będące częścią Narodowego Autonomicznego Uniwersytetu Meksyku (UNAM). Kończy się natomiast w Tlalpanie, niegdyś oddzielnym miasteczku, a obecnie południowym przedmieściu. Na zachód od południowego krańca Avenida Insurgentes mieści się Pedregal de San Ángel – bogata dzielnica willowa.
Na południowo-wschodnim krańcu położone jest Xochimilco – kolejne miasteczko wchłonięte przez rozrastającą się metropolię. Jest ono częstym celem wycieczek ze względu na swoje „pływające ogrody” (tzw. chinampas). Są to trzcinowe łodzie, na których Indianie już od czasów prekolumbijskich hodują rośliny. Xochimilco jest jedną z niewielu pozostałości po dawnym systemie jezior w tym regionie. Na północ od Xochimilco mieszczą się kolejne dzielnice mieszkaniowe. Posuwając się na północ można zauważyć coraz większe zubożenie mieszkańców i gęstszą zabudowę. Na wschód od historycznego centrum Meksyku mieści się Lotnisko im. Benito Juáreza. Kiedyś znajdowało się ono poza granicami miasta, jednakże napływ ludzi spowodował, że jest obecnie otoczone przez przeludnione dzielnice robotnicze. Na północ i na północny wschód od lotniska znajdują się dzielnice biedoty, w których brakuje podstawowych udogodnień. Poza Miastem Meksyk, ale jeszcze w granicach obszaru metropolitalnego mieści się Ciudad Nezahualcóyotl, jeden z najbiedniejszych rejonów stolicy.
Na północ od centrum znajduje się Tlatelolco, dzielnica mieszkaniowa niższej klasy średniej. Jeszcze dalej na północ położona jest Villa Gustavo A. Madero (dawniej Villa da Guadalupe Hidalgo), która słynie z ołtarza Matki Boskiej – „Dziewicy z Guadalupe”. Jest to cel wielu pielgrzymek, zmierzających tu z całego kraju. Na północnym zachodzie rozwinęły się ośrodki przemysłowe (np. Atzcapotzalco czy Naucalpan).
Ze względu na ogromny teren, jaki pokrywa obszar metropolitalny, w każdej z jego części wykształciły się oddzielne centra handlowe i usługowe. Dawne historyczne centrum Meksyku obecnie straciło na znaczeniu. Poza miastem pobudowane zostały wielkie centra handlowe (np. Plaza Satélite i Perisur).

## Mieszkańcy

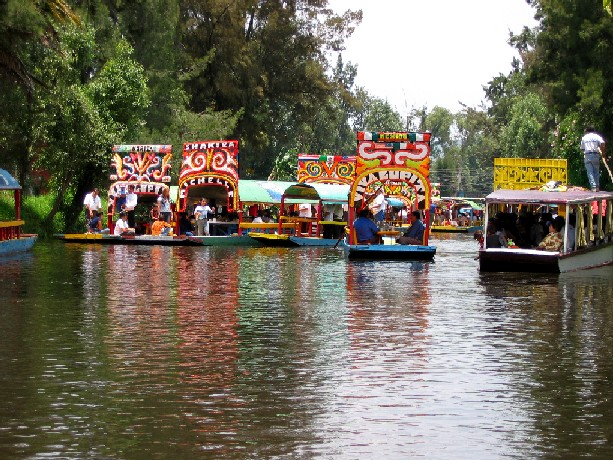
Xochimilco

Meksyk jest jednym z najbardziej żywiołowo rozwijających się miast na świecie. Jeszcze w latach 50. XX w. jego populacja wynosiła trzy miliony. W następnych latach co roku liczba ludności rosła o 3%. Obecnie obszar metropolitalny zamieszkuje co najmniej 1/5 mieszkańców całego kraju. Największą część ludności stanowią Metysi i Kreole. Chociaż ostatnio wraz z coraz bardziej wzrastającą imigracją z wiejskich prowincji Meksyk zamieszkuje też zwiększająca się liczba Indian. Znajdują się tu też duże społeczności imigrantów, głównie z Ameryki Południowej (Argentyna, Chile, Brazylia, Kolumbia), Europy (Hiszpania), a ostatnio także z Azji (Chiny i Korea). Mieszka tu także największa liczba Amerykanów poza USA (ok. 440 tys.).
Mimo braku formalnej dyskryminacji etnicznej klasa średnia i wyższa składa się w ogromnej większości z potomków hiszpańskich osadników (Kreolów). Pod względem wyznawanej religii miasto jest zdecydowanie katolickie (90,5%). Oprócz tego znajdują się tu nieliczne kościoły protestanckie i społeczność żydowska.
Oprócz zanieczyszczenia powietrza zmorą mieszkańców pozostaje zaopatrzenie w wodę. Po wyczerpaniu się lokalnych zasobów wody pitnej musiano zainwestować duże sumy w inwestycje wodociągowe, dzięki którym sprowadza się wodę z odległych rejonów. W latach 70. i 80. przebudowany został system kanalizacyjny. Zapotrzebowanie na energię elektryczną w niewielkim stopniu pokrywają miejscowe elektrownie, większość musi być sprowadzona z innych stanów. Po trzęsieniu ziemi w 1985 unowocześniona została infrastruktura telekomunikacyjna. Na potrzeby gospodarstw domowych gaz ziemny jest rozprowadzany w butlach i w cysternach, prawie nie istnieje natomiast centralne ogrzewanie.
Meksyk, w przeciwieństwie do innych regionów kraju, może się poszczycić stosunkowo niewielkim odsetkiem analfabetyzmu i dobrze rozwiniętą siecią szkół. Istnieje tu wiele szkół wyższych. Narodowy Autonomiczny Uniwersytet Meksyku (założony w 1551) z 269 tys. studentów jest jedną z największych tego typu placówek na świecie. Inne uczelnie to m.in. Narodowy Instytut Politechniczny i Miejski Uniwersytet Autonomiczny. Najstarszy szpital na zachodniej półkuli im. Jezusa z Nazaretu został założony przez Hernána Cortésa w XVI w. Poza nim powstał szereg szpitali państwowych i prywatnych.
Mimo wyższego standardu sanitarnego niż w reszcie kraju i tak duża część mieszkańców cierpi na choroby układu pokarmowego. Ze względu na smog często występują problemy z oddychaniem (szacuje się, że po mieście jeździ 4 mln pojazdów i działa ok. 50 tys. zakładów). Problemem samym w sobie jest też przeludnienie.

### Eksplozja demograficzna
Poniższa tabela przedstawia liczbę mieszkańców miasta Meksyk w poszczególnych latach.
| Rok  | Mieszkańcy |
| ---- | ---------- |
| 1750 | 131 000    |
| 1790 | 137 000    |
| 1800 | 168 000    |
| 1810 | 180 000    |
| 1830 | 205 000    |
| 1840 | 170 000    |
| 1850 | 205 000    |
| 1858 | 242 000    |
| 1867 | 250 000    |
| 1877 | 300 000    |
| 1882 | 329 500    |
| 1889 | 329 800    |
| 1895 | 474 860    |

| Rok  | Mieszkańcy |
| ---- | ---------- |
| 1900 | 541 516    |
| 1910 | 720 753    |
| 1920 | 906 063    |
| 1930 | 1 229 576  |
| 1940 | 1 757 530  |
| 1950 | 3 050 442  |
| 1960 | 4 870 876  |
| 1970 | 6 874 165  |
| 1980 | 8 831 079  |
| 1990 | 8 235 744  |
| 1995 | 8 489 007  |
| 2000 | 8 591 309  |
| 2005 | 8 720 916  |

## Transport

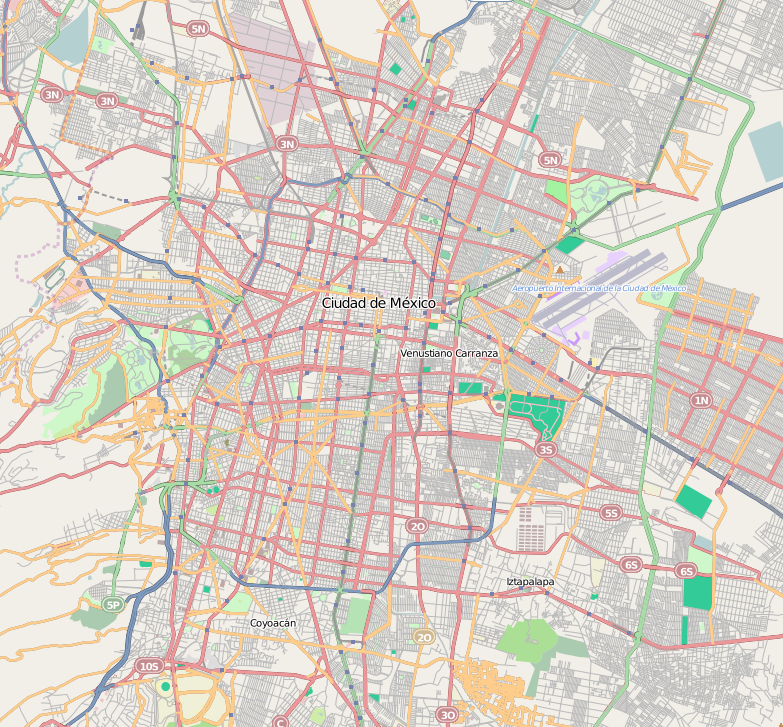
Mapa miasta Meksyk (OSM)

Meksyk jest głównym węzłem sieci komunikacyjnej całego kraju. Pięć autostrad łączy stolicę z pozostałymi regionami. Linie kolejowe wychodzą w kierunkach: południowym, wschodnim i północnym. Lotnisko im. Benito Juareza obsługuje zarówno połączenia międzynarodowe, jak i krajowe. W końcu lat 80. niektóre loty zaczęto kierować na lotnisko w Toluce aby rozładować zatłoczony port lotniczy w stolicy.
Sieć transportowa Meksyku ma chaotyczny charakter. Sytuację komplikuje dodatkowo wzrastająca z roku na rok liczba samochodów, co powoduje powstawanie wielokilometrowych zatorów na głównych arteriach miasta. Ruch uliczny w wielu rejonach miasta jest praktycznie całodobowy. W 1982 zlikwidowane zostały prywatne linie autobusowe. Zamiast tego rozwijane jest metro, które pomimo jego rozbudowywania jest zawsze bardzo zatłoczone.
Rzeczywistą podstawą transportu zbiorowego dla większości biednych obywateli Meksyku, są prywatne busy zwane peseros. Nazwa pochodzi od tego, że bilet pierwotnie kosztował w nich 1 peso (w latach 70. XX wieku, współcześnie przejazd kosztuje 5 peso). Peseros mają swoje tablice, a wiedza o tym jak dojechać do danego miejsca jest uważana za wiedzę „ogólnomiejską” zdobywaną od rodziny czy znajomych i przyjaciół. Pewnym unowocześnieniem systemu peseros jest aplikacja na smartfony, w której ludzie podróżujący na określonej trasie robią zdjęcia numeru bądź tablicy na pojeździe, a następnie zapisują ślad GPS. Dzięki temu powstaje mapa połączeń.

## Gospodarka

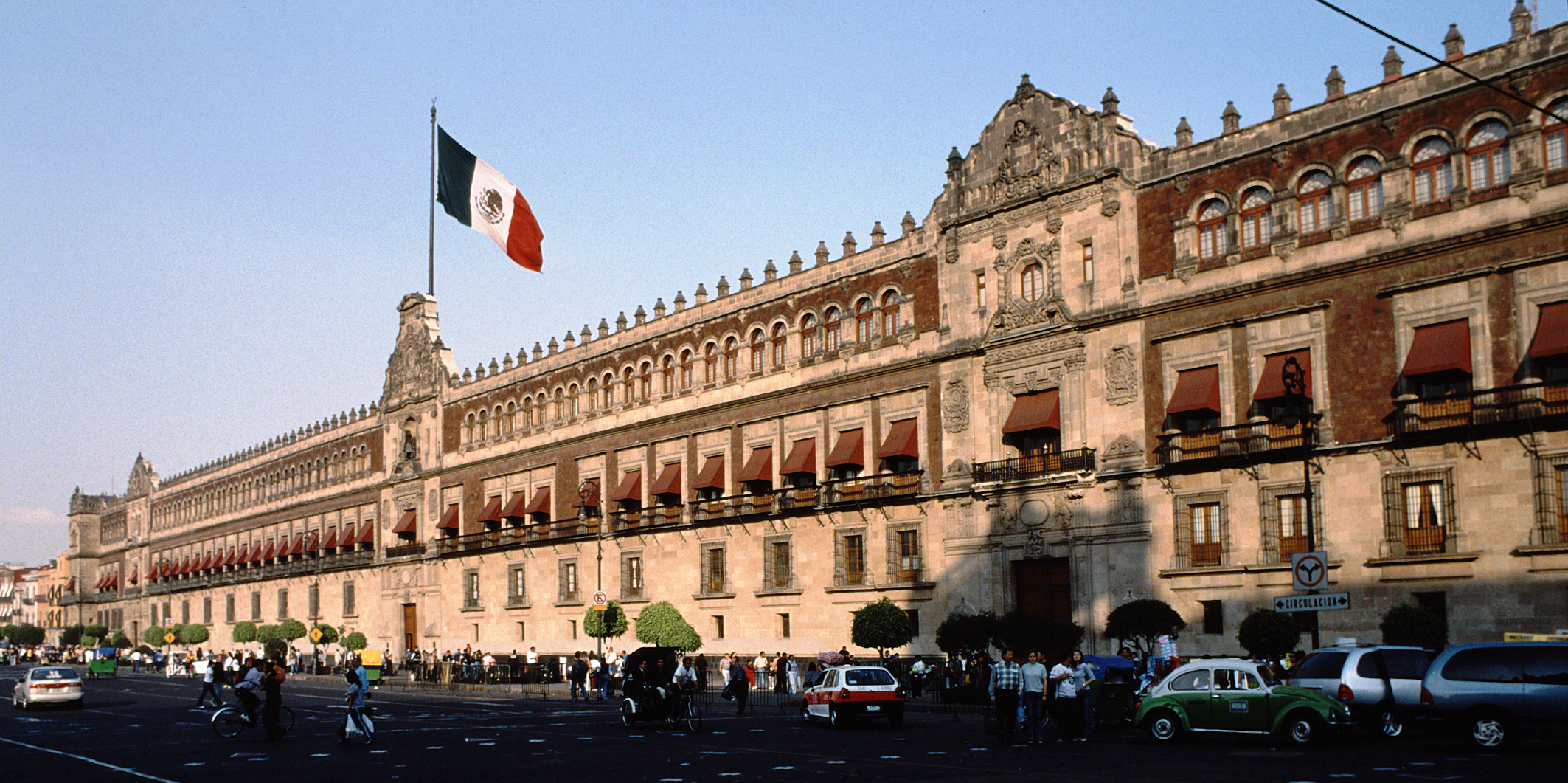
Pałac gubernatorski

Obszar metropolitalny Meksyku odpowiada ok. 1/3 produkcji przemysłowej całego państwa. Od lat 50. wywierane są naciski aby przenieść fabryki przemysłu ciężkiego na przedmieścia, ale w dalszym ciągu, w szczególności na północnym zachodzie istnieje duża liczba zakładów przemysłowych położonych w granicach miasta. Do głównych branż przemysłu należą: przemysł chemiczny i włókienniczy. Zauważalne staje się wypieranie ciężkiego przemysłu przez lekki. Ze względu na dużą liczbę mieszkańców usługi stają się jedną z najważniejszych gałęzi gospodarki.
Oprócz tego dużą rolę odgrywa turystyka.
Meksyk to także jeden z najważniejszych ośrodków finansowych Ameryki Łacińskiej. Mieszczą się tu liczne banki (w tym bank centralny), a także jedyna w kraju giełda.

## Kultura

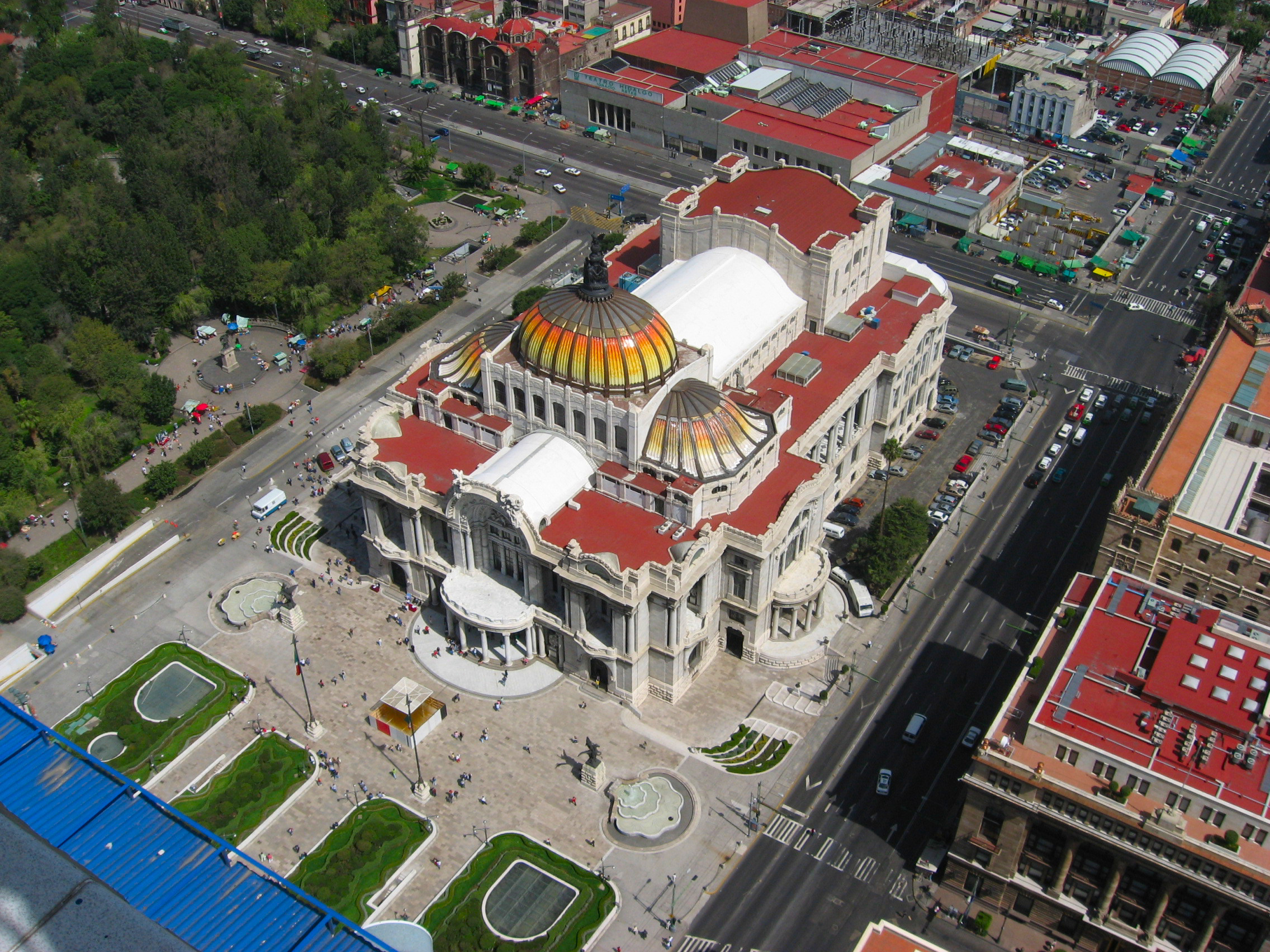
Pałac Sztuk Pięknych w Meksyku

Znajdują się tu liczne muzea, filharmonie i teatry. W położonym w centrum Pałacu Sztuk Pięknych mieści się duża sala koncertowa. W Uniwersyteckim Ośrodku Kulturalnym znajdują się Biblioteka Narodowa i kilka scen teatralnych. Ze swoich eksponatów słynie również Narodowe Muzeum Antropologiczne. Meksyk to siedziba wielu ważnych szkół artystycznych, muzycznych i tanecznych. Istnieją tu liczne wydawnictwa i drukarnie (wychodzi m.in. 30 tytułów gazet).
Każda z dzielnic posiada swoje własne parki i ogrody. Największym z nich jest Park Chapultepec (647 ha), w którym znajdują się ogród zoologiczny i ogród botaniczny. 16 km na południowy zachód od stolicy utworzony został park „Pustynia Lwów” (El Desierto de los Leones). Spotkać można w nim rozległe lasy sosnowe, źródła i pasma górskie.
Z rozrywek najpopularniejsze są mecze piłki nożnej i walki byków. Plaza México jest największą areną do corridy na świecie.

## Miasta partnerskie
- Chicago (USA)
- Cuzco (Peru)
- Los Angeles (USA)
- Madryt (Hiszpania)
- Nagoja (Japonia)
- San Salvador (Salwador)
- Seul (Korea Południowa)
- Berlin (Niemcy)
- Guadalajara (Meksyk)
- Hawana (Kuba)
- Gwatemala (Gwatemala)
- Monterrey (Meksyk)
- Buenos Aires (Argentyna)
- Dolores Hidalgo(inne języki) (Meksyk)
- Kadyks (Hiszpania)
- Rosario (Argentyna)
- Cartagena de Indias (Kolumbia)